# Pardalisca endeavouri
Pardalisca endeavouri is een vlokreeftensoort uit de familie van de Pardaliscidae. De wetenschappelijke naam van de soort is voor het eerst geldig gepubliceerd in 1989 door Shaw.